# Tristach
Tristach település Ausztriában, Tirolban a Lienzi járásban található. Területe 18,8 km², lakosainak száma 1 406 fő, népsűrűsége pedig 75 fő/km² (2014. január 1-jén). A település 672 méteres tengerszint feletti magasságban helyezkedik el.
A község közigazgatási területén, a Lienzi-Dolomitok lábánál, 821 m tengerszint feletti magasságban fekszik a Tristachi-tó, Kelet-Tirol egyetlen természetes, nyári fürdőzésre alkalmas tava.

## Fordítás
- Ez a szócikk részben vagy egészben  a   Tristach című angol Wikipédia-szócikk ezen változatának fordításán alapul.  Az eredeti cikk szerkesztőit annak laptörténete sorolja fel. Ez a jelzés csupán a megfogalmazás eredetét és a szerzői jogokat jelzi, nem szolgál a cikkben szereplő információk forrásmegjelöléseként.